# Amalie Eikeland
Amalie Vevle Eikeland (1995. augusztus 26. –) norvég női labdarúgó. A Reading támadója.

## Pályafutása

### Klubcsapatokban
Az Arna-Bjørnar csapatánál karrierje kezdte óta hét évet húzott le és négy bajnoki bronzérmet szerzett. Rövid időre a Sandvikenhez igazolt 2019-ben, ahol egy találatot szerzett a lejátszott 11 mérkőzésén.
2019. augusztus 8-án szerződött a Readinghez.

### A válogatottban
A nemzeti tizeneggyel részt vett a 2019-es világbajnokságon és a 2022-es Európa-bajnokságon.

## Sikerei

### Klubcsapatokban
Norvég bajnoki bronzérmes (4):
- Arna-Bjørnar (4): 2012, 2013, 2014, 2018

### A válogatottban
Norvégia
- Algarve-kupa győztes: 2019
- Algarve-kupa bronzérmes: 2020

## Statisztikái

### A válogatottban
2022. november 15-ével bezárólag
| Válogatott | Szezon   | Mérk. | Gól |
| ---------- | -------- | ----- | --- |
| Norvégia   |          |       |     |
| 2016       | 2        | 0     |     |
| 2019       | 10       | 3     |     |
| 2020       | 4        | 0     |     |
| 2021       | 10       | 0     |     |
| 2022       | 14       | 0     |     |
| Összesen   | Összesen | 40    | 3   |

| Norvégia színeiben szerzett góljai | Norvégia színeiben szerzett góljai | Norvégia színeiben szerzett góljai | Norvégia színeiben szerzett góljai | Norvégia színeiben szerzett góljai | Norvégia színeiben szerzett góljai | Norvégia színeiben szerzett góljai | Norvégia színeiben szerzett góljai |
| ---------------------------------- | ---------------------------------- | ---------------------------------- | ---------------------------------- | ---------------------------------- | ---------------------------------- | ---------------------------------- | ---------------------------------- |
|                                    |                                    |                                    |                                    |                                    |                                    |                                    |                                    |
| Gól                                | Dátum                              | Helyszín                           | Ellenfél                           | Találat                            | Eredmény                           | Esemény                            | Forrás                             |
| 1                                  | 2019. augusztus 30.                | Seaview Stadion, Belfast           | Észak-Írország                     | 5–0                                | 6–0                                | 2022-es Eb-selejtező               | [ 3 ]                              |
| 2                                  | 2019. augusztus 30.                | Seaview Stadion, Belfast           | Észak-Írország                     | 6–0                                |                                    | 2022-es Eb-selejtező               | [ 3 ]                              |
| 3                                  | 2019. október 8.                   | Tórsvøllur Stadion, Tórshavn       | Feröer                             | 3–0                                | 13–0                               | 2022-es Eb-selejtező               | [ 4 ]                              |